# Đội tuyển bóng đá quốc gia Mông Cổ
Đội tuyển bóng đá quốc gia Mông Cổ (tiếng Mông Cổ: Монголын хөлбөмбөгийн үндэсний шигшээ баг Mongolyn khölbömbögiin ündesnii shigshee bag) là đội tuyển cấp quốc gia của Mông Cổ do Liên đoàn bóng đá Mông Cổ quản lý. Đội đã một lần tham dự Cúp bóng đá Đoàn kết AFC là vào năm 2016. Tại giải năm đó, đội chỉ có một trận thắng trước Sri Lanka và hai trận thua trước Ma Cao và Lào, do đó dừng bước ở vòng bảng.

## Thành tích quốc tế

### Giải vô địch bóng đá thế giới
| Năm           | Thành tích               |
| ------------- | ------------------------ |
| 1930 đến 1998 | Không tham dự            |
| 2002 đến 2026 | Không vượt qua vòng loại |
| Tổng cộng     | 0/22                     |

'

### Cúp bóng đá châu Á
| Năm           | Thành tích               | Trận                     | Thắng                    | Hòa                      | Thua                     | Bàn thắng                | Bàn thua                 |
| ------------- | ------------------------ | ------------------------ | ------------------------ | ------------------------ | ------------------------ | ------------------------ | ------------------------ |
| 1956 đến 1996 | Không tham dự            | Không tham dự            | Không tham dự            | Không tham dự            | Không tham dự            | Không tham dự            | Không tham dự            |
| 2000          | Không vượt qua vòng loại | Không vượt qua vòng loại | Không vượt qua vòng loại | Không vượt qua vòng loại | Không vượt qua vòng loại | Không vượt qua vòng loại | Không vượt qua vòng loại |
| 2004          | Không vượt qua vòng loại | Không vượt qua vòng loại | Không vượt qua vòng loại | Không vượt qua vòng loại | Không vượt qua vòng loại | Không vượt qua vòng loại | Không vượt qua vòng loại |
| 2007          | Không tham dự            | Không tham dự            | Không tham dự            | Không tham dự            | Không tham dự            | Không tham dự            | Không tham dự            |
| 2011          | Không vượt qua vòng loại | Không vượt qua vòng loại | Không vượt qua vòng loại | Không vượt qua vòng loại | Không vượt qua vòng loại | Không vượt qua vòng loại | Không vượt qua vòng loại |
| 2015          | Không vượt qua vòng loại | Không vượt qua vòng loại | Không vượt qua vòng loại | Không vượt qua vòng loại | Không vượt qua vòng loại | Không vượt qua vòng loại | Không vượt qua vòng loại |
| 2019          | Không vượt qua vòng loại | Không vượt qua vòng loại | Không vượt qua vòng loại | Không vượt qua vòng loại | Không vượt qua vòng loại | Không vượt qua vòng loại | Không vượt qua vòng loại |
| 2023          | Không vượt qua vòng loại | Không vượt qua vòng loại | Không vượt qua vòng loại | Không vượt qua vòng loại | Không vượt qua vòng loại | Không vượt qua vòng loại | Không vượt qua vòng loại |
| 2027          | Không vượt qua vòng loại | Không vượt qua vòng loại | Không vượt qua vòng loại | Không vượt qua vòng loại | Không vượt qua vòng loại | Không vượt qua vòng loại | Không vượt qua vòng loại |
| Tổng cộng     | 0/19                     | -                        | -                        | -                        | -                        | -                        | -                        |

### Đại hội Thể thao châu Á
- (Nội dung thi đấu dành cho cấp đội tuyển quốc gia cho đến kỳ Đại hội năm 1998)

| Năm           | Thứ hạng      | Pld           | W             | D             | L             | GF            | GA            |
| ------------- | ------------- | ------------- | ------------- | ------------- | ------------- | ------------- | ------------- |
| 1951 đến 1994 | Không tham dự | Không tham dự | Không tham dự | Không tham dự | Không tham dự | Không tham dự | Không tham dự |
| 1998          | Vòng 1        | 2             | 0             | 0             | 2             | 0             | 26            |
| Tổng cộng     | 1/13          | 2             | 0             | 0             | 2             | 0             | 26            |

### Cúp Challenge AFC
- 2006 - Bị thay thế bằng đội tuyển khác
- 2008 đến 2014 - Không vượt qua vòng loại

### Giải vô địch bóng đá Đông Á
- 2003 đến 2019 - Không vượt qua vòng loại

### Cúp bóng đá Đoàn kết AFC
| Năm       | Thành tích      | GP | W | D | L | GS | GA |
| --------- | --------------- | -- | - | - | - | -- | -- |
| 2016      | Vòng bảng       | 3  | 1 | 0 | 2 | 3  | 5  |
| Tổng cộng | 1 lần vòng bảng | 3  | 1 | 0 | 2 | 3  | 5  |

## Đội hình
Đội hình dưới đây tham dự vòng loại Asian Cup 2023 vào tháng 6 năm 2022.
Số liệu thống kê tính đến ngày 14 tháng 6 năm 2022, sau trận gặp Yemen.

| Số | VT | Cầu thủ                       | Ngày sinh (tuổi)  | Trận | Bàn | Câu lạc bộ         |
| -- | -- | ----------------------------- | ----------------- | ---- | --- | ------------------ |
|    | TM | Batsaikhany Ariunbold         | 3 tháng 4, 1990   | 17   | 0   | Khaan Khuns-Erchim |
|    | TM | Mönkh-Erdene Enkhtaivan       | 17 tháng 10, 1995 | 15   | 0   | Athletic 220       |
|    | TM | Saikhanchuluun Amarbayasgalan | 28 tháng 8, 1996  | 7    | 0   | SP Falcons         |
|    |    |                               |                   |      |     |                    |
|    | HV | Mönkh-Orgil Orkhon            | 30 tháng 1, 1999  | 13   | 1   | Deren              |
|    | HV | Gochoo Bilguun                | 14 tháng 10, 2000 | 4    | 0   | Khangarid          |
|    | HV | Bayartsengel Purevdorj        | 26 tháng 1, 1997  | 4    | 0   | Athletic 220       |
|    | HV | Bat-Orgil Gerelt-Od           | 23 tháng 1, 2002  | 3    | 0   | Ulaanbaatar City   |
|    | HV | Davaadelger Oktyabri          | 5 tháng 6, 2000   | 3    | 0   | Deren              |
|    | HV | Sükhbat Dölgöön               | 5 tháng 4, 1994   | 2    | 0   | SP Falcons         |
|    |    |                               |                   |      |     |                    |
|    | TV | Tsend-Ayuush Khürelbaatar     | 21 tháng 2, 1990  | 36   | 1   | Deren              |
|    | TV | Tögöldör Mönkh-Erdene         | 23 tháng 2, 1991  | 22   | 7   | Ulaanbaatar City   |
|    | TV | Tsagaantsooj Mönkh-Erdene     | 16 tháng 7, 1992  | 22   | 2   | Khangarid          |
|    | TV | Narmandakh Artag              | 8 tháng 3, 1997   | 18   | 3   | Ulaanbaatar City   |
|    | TV | Enkhbileg Pürevdorj           | 8 tháng 2, 1996   | 15   | 1   | Anduud City        |
|    | TV | Soyol-Erdene Gal-Erdene       | 16 tháng 3, 1996  | 14   | 1   | Khaan Khuns-Erchim |
|    | TV | Temüüjin Altansükh            | 9 tháng 1, 1997   | 5    | 1   | Ulaanbaatar City   |
|    | TV | Oyuntuya Oyunbold             | 11 tháng 11, 2001 | 3    | 0   | SP Falcons         |
|    | TV | Gantogtokh Gantuya            | 14 tháng 5, 1998  | 2    | 0   | Ulaanbaatar City   |
|    | TV | Battur Ganbat                 | 13 tháng 7, 2001  | 2    | 0   | Khaan Khuns-Erchim |
|    | TV | Ulzii-Od Baatar               | 11 tháng 2, 1992  | 2    | 0   | Athletic 220       |
|    |    |                               |                   |      |     |                    |
|    | TĐ | Nyam-Osor Naranbold           | 22 tháng 2, 1992  | 29   | 8   | Athletic 220       |
|    | TĐ | Gankhuyag Serodyanjiv         | 6 tháng 9, 1994   | 22   | 4   | Khangarid          |
|    | TĐ | Baljinnyam Batbold            | 8 tháng 11, 1999  | 23   | 3   | Ulaanbaatar        |

## Kết quả thi đấu
Thắng
      Hoà
      Thua
| 25 tháng 3 năm 2021 Vòng loại World Cup 2022 | Tajikistan                                                             | 3–0                        | Mông Cổ | Dushanbe, Tajikistan                                            |  |
| 18:00 UTC+5                                  | Manuchekhr Dzhalilov 36' · Alisher Dzhalilov 50' · Shahrom Samiyev 86' | Report (FIFA) Report (AFC) |         | Sân vận động: Sân vận động Pamir Trọng tài: Ali Al Qaysi (Iraq) |  |

| 30 tháng 3 năm 2021 Vòng loại World Cup 2022 | Mông Cổ | 0–14                       | Nhật Bản | Chiba, Nhật Bản                                                        |  |
| 18:30 UTC+8                                  |         | Report (FIFA) Report (AFC) | - Minamino 13' - Osako 23', 55', 90+2' - Kamada 26' - Morita 33' - Tuya 39' (l.n.) - Inagaki 68', 90+3' - Ito 73', 79' - Furuhashi 78', 87' - Asano 90+1' | Sân vận động: Fukuda Denshi Arena Trọng tài: Omar Mohamed Al-Ali (UAE) |  |

| 7 tháng 6 năm 2021 Vòng loại World Cup 2022 | Kyrgyzstan | 0–1      | Mông Cổ          | Osaka, Nhật Bản                                                                     |  |
| 15:00 UTC+8                                 |            | Chi tiết | - Oyunbaatar 34' | Sân vận động: Sân vận động Yanmar Nagai Trọng tài: Yu Ming Hsun (Đài Bắc Trung Hoa) |  |